# Segunda dinastia de Isim

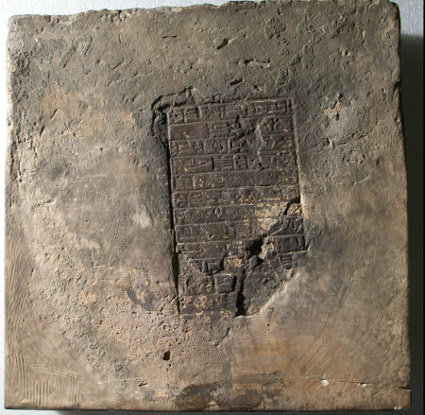
Lista de governantes da dinastia de Isim da Babilônia.

A Segunda Dinastia de Isim ou Quarta Dinastia da Babilônia foi uma dinastia que existiu durante o período de 1 155 a.C. a 1 026 a.C., sucedendo à dinastia cassita.

## História
O fim da dinastia cassita significou para os babilônios o fim de uma era, uma experiência definitiva. Os termos que o cronista usa para descrever a repressão do rei elamita Cutir-Nacunte III são significativos: "inundação", "pilha de ruínas".  No entanto, nem tudo terminou para Elão com a conquista de Babilônia e a deportação e morte do último rei cassita, Enlilnadinaque, porque um chefe local, Marduquecabiteaquesu, logo emergiu, que conseguiu reunir em Isim para todos os que não aceitaram vassalagem ao império elamita. O desejo de Isim pela independência foi favorecido por sua posição geográfica, excêntrica em relação aos centros vitais da Babilônia. A partir daí, a rebelião se espalhou para outros centros do norte. Em pouco tempo, a posição de Babilônia era tão forte que ela foi capaz de influenciar a Assíria, favorecendo a adesão ao poder de um dos pretendentes ao trono, Ninurta-Tuculti-Assur.
Os sucessores do fundador da dinastia foram fortalecidos, a ponto de poderem atacar a Assíria, até a chegada ao trono de Nabucodonosor I marcar seu apogeu, pois ele ousou atacar Elão com sucesso e recuperar os símbolos babilônicos mais importantes: a estátua de Marduque e o Código de Hamurabi, roubado anos atrás por Sutruque-Nacunte. Isso marcou o declínio definitivo de Elão como uma grande potência.
Os sucessores de Nabucodonosor I tiveram que enfrentar a recuperação da Assíria, que sob Tiglate-Pileser I invadiu a Babilônia repetidamente, e especialmente com os nômades aramaicos, movidos pela fome, atacaram a Assíria e a Babilônia, terminando com sua dinastia, e substituindo-o por seu próprio.

## Lista de reis
| Reis                 | Início do reinado | Final do reinado |
| Marduquecabiteaquesu | 1157 a.C.         | 1140 a.C.        |
| Itimarduquebalatu    | 1139 a.C.         | 1132 a.C.        |
| Ninurtanadinsumi     | 1131 a.C.         | 1126 a.C.        |
| Nabucodonosor I      | 1125 a.C.         | 1104 a.C.        |
| Enlilnadinapli       | 1103 a.C.         | 1100 a.C.        |
| Marduquenadinaque    | 1099 a.C.         | 1082 a.C.        |
| Marduquesapiquezeri  | 1081 a.C.         | 1069 a.C.        |
| Adade-Baladã         | 1068 a.C.         | 1047 a.C.        |
| Marduqueaqueriba     | 1046 a.C.         |                  |
| Marduquezerxi        | 1045 a.C.         | 1034 a.C.        |
| Nabusumulibur        | 1033 a.C.         | 1026 a.C.        |